# Биньчэн
Биньчэ́н (кит. упр. 滨城, пиньинь Bīnchéng, буквально: «город Бинь») — район городского подчинения городского округа Биньчжоу провинции Шаньдун (КНР).

## История
Ещё при империи Западная Хань здесь был создан уезд Шиво (湿沃县). При империи Суй в 596 году он был переименован в Путай (蒲台县). При империи Тан в 688 году был создан ещё и уезд Бохай (渤海县). При империи Северная Чжоу в 956 году была создана область Биньчжоу, в подчинении которой находились уезды Путай и Бохай. При империи Мин в 1368 году был расформирован уезд Бохай, а его земли перешли в непосредственное подчинение властям области. При империи Цин в 1734 году в подчинении области не осталось ни одного уезда, и она была понижена в ранге до «безуездной». После Синьхайской революции в Китае была проведена реформа структуры административного деления, в ходе которой области были упразднены, и в 1913 году область Биньчжоу была преобразована в уезд Биньсянь (滨县).
В 1950 году был образован Специальный район Хуэйминь (惠民专区), и уезд вошёл в его состав. В 1958 году уезд Биньсянь был присоединён к уезду Хуэйминь, но в 1961 году восстановлен. В 1967 году Специальный район Хуэйминь был переименован в Округ Хуэйминь (惠民地区).
В 1982 году из частей территорий уездов Биньсянь и Босин был образован город Биньчжоу. В 1987 году был расформирован уезд Биньсянь, а его территория вошла в состав города Биньчжоу. В 1992 году округ Хуэйминь был переименован в округ Биньчжоу (滨州地区).
В 2000 году постановлением Госсовета КНР округ Биньчжоу был расформирован, а вместо него был образован городской округ Биньчжоу; территория бывшего города Биньчжоу стала районом Биньчэн городского округа Биньчжоу.

## Административное деление
Район делится на 12 уличных комитетов, 2 посёлка и 1 волость.